# Piotr Barbon
Piotr Barbon, Pietro Barbone, Pietro di Barbona (zm. 1588 we Lwowie) – architekt pochodzenia włoskiego, przedstawiciel renesansu.

## Życiorys
Piotr Barbon pochodził z Barbony. We Lwowie współpracował z pomocnikiem, budowniczym Pawłem Rzymianinem, z którym później założył spółkę.
W latach 1571–1578 Piotr Barbon wzniósł dzwonnicę cerkwi Wołoskiej we Lwowie. W latach 1588–1589 obaj budowniczy wznieśli Czarną Kamienicę we Lwowie.